# Andrew Keller
Andrew Keller (22 de agosto de 1925 — 7 de fevereiro de 1999) foi um físico britânico.
Foi professor e pesquisador de polímeros no departamento de física da Universidade de Bristol, de 1969 a 1991, e depois professor emérito.
Foi eleito membro da Royal Society em 1972. Recebeu a Medalha Rumford de 1994.